# 若水絹子
若水 絹子（わかみず きぬこ、1907年3月11日 - 1968年12月1日）は、東京府東京市神田区出身の女優。

## 経歴
1907年（明治40年）3月11日、小川 さく子として東京府東京市神田区に生まれる。
柳橋で芸者をしていたところ松竹の創業者の大谷竹次郎に見出され、1928年（昭和3年）松竹下加茂撮影所に入社した。
同年、『江戸育ち』で林長二郎の相手役としてデビューし、『時雨笠』、『鳥辺山心中』、『月形半平太』でも相手役を務めた。
1929年（昭和4年）戯曲『シラノ・ド・ベルジュラック』を映画化した月形竜之介主演の『白野弁十郎』で共演し、1930年（昭和5年）高田浩吉主演の『仇討破れ袴』、『若様奉行』で共演した。
松竹下加茂撮影所の小石栄一監督との結婚により1930年（昭和5年）に退社した。
1931年（昭和6年）松竹蒲田撮影所に再入社し、清水宏監督の『有憂華』で高田稔と共演した。1932年（昭和7年）澤蘭子、江川宇礼雄、飯塚敏子、富士龍子、大山健二とともに準幹部に昇格し、同年公開された成瀬巳喜男監督の『蝕める春』でヒロインを務めた。
その後助演、脇役に回り、1950年（昭和25年）に退社、1960年（昭和35年）に引退した。

## 出演映画

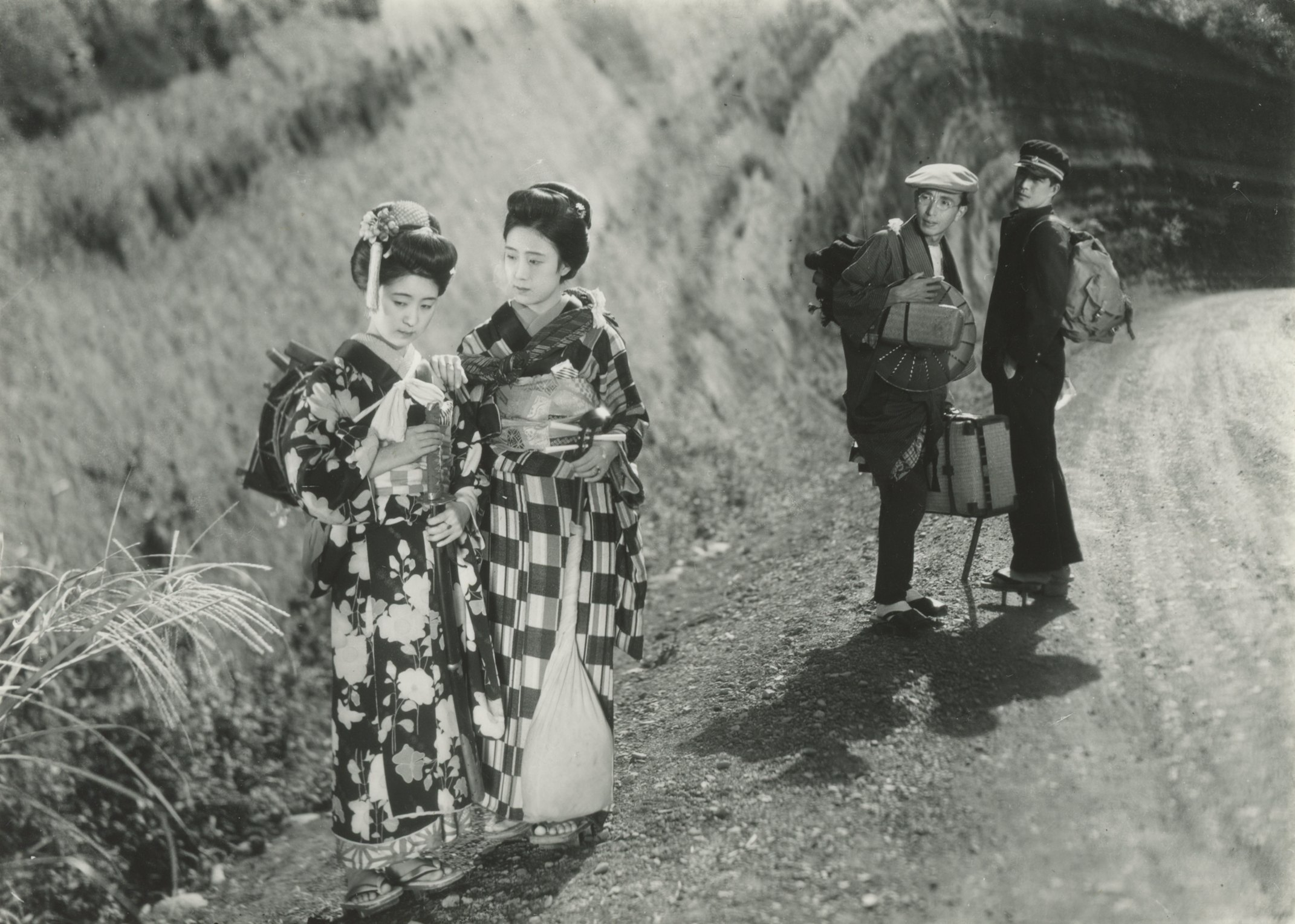
『恋の花咲く 伊豆の踊子』（1933年）。左から田中絹代、若水、小林十九二、大日方傳

| 公開日         | 作品名                                                                      | 監督                | 製作会社                           | 役柄               |
| -------------- | --------------------------------------------------------------------------- | ------------------- | ---------------------------------- | ------------------ |
| 1928年7月27日  | 『江戸育ち』                                                                | 友成用三（原作）    | 松竹下加茂                         | 不明               |
| 1928年9月14日  | 『時雨笠』                                                                  | 小石栄一            | 松竹下加茂                         | 不明               |
| 1928年10月27日 | 『峠の狼火』                                                                | 宇沢芳幽貴          | 松竹下加茂                         | 不明               |
| 1928年11月25日 | 『人形武士』                                                                | 小石栄一            | 松竹下加茂                         | 不明               |
| 1928年12月26日 | 『鳥辺山心中』                                                              | 冬島泰三            | 松竹下加茂                         | 不明               |
| 1929年1月5日   | 『黒手組助六』                                                              | 吉野英治 冬島泰二   | 松竹下加茂                         | 不明               |
| 1929年1月27日  | 『提灯』                                                                    | 中根竜太郎 服部静夫 | 松竹下加茂                         | 不明               |
| 1929年4月13日  | 『面影』                                                                    | 服部静夫            | 松竹下加茂                         | 不明               |
| 1929年5月25日  | 『人気男』                                                                  | 中根竜太郎          | 松竹下加茂                         | 不明               |
| 1929年6月28日  | 『月形半平太』                                                              | 冬島泰三            | 松竹下加茂                         | 梅松               |
| 1929年7月13日  | 『伊勢音頭』                                                                | 竹内俊一            | 松竹下加茂                         | 不明               |
| 1929年7月27日  | 『囁きの丘』                                                                | 小石栄一            | 松竹下加茂                         | 不明               |
| 1929年8月1日   | 『さんさ時雨』                                                              | 星哲六              | 松竹下加茂                         | 不明               |
| 1929年9月20日  | 『斬人斬馬剣』                                                              | 伊藤大輔            | 松竹京都                           | 侍女早苗           |
| 1929年10月1日  | 『地に叛くもの』                                                            | 冬島泰三            | 松竹下加茂                         | 妹八重             |
| 1929年10月25日 | 『妖魔綺譚』                                                                | 星哲六              | 松竹下加茂                         | 上臈（沼の魔女）   |
| 1929年11月1日  | 『白野弁十郎』                                                              | 小石栄一            | 松竹下加茂                         | 千種               |
| 1929年12月1日  | 『狂へる名君』                                                              | 井上金太郎          | 松竹下加茂                         | 腰元浪江           |
| 1929年12月10日 | 『美はしき天罰』                                                            | 吉野英治            | 松竹下加茂                         | 不明               |
| 1929年12月25日 | 『貝殻一平 前篇』                                                           | 井上金太郎          | 松竹下加茂                         | 中山扇子           |
| 1930年3月3日   | 『直侍』                                                                    | 井上金太郎          | 松竹下加茂                         | 不明               |
| 1930年3月14日  | 『紙人形』                                                                  | 竹内俊一            | 松竹下加茂                         | 不明               |
| 1930年3月28日  | 『新訂 涙』                                                                 | 井上金太郎          | 松竹下加茂                         | 不明               |
| 1930年6月21日  | 『滅び行く武士道』                                                          | 小石栄一            | 右太プロ                           | 芸者千代香         |
| 1930年7月6日   | 『荒木又右衛門』                                                            | 悪麗之助            | 松竹下加茂                         | 妻お谷             |
| 1930年8月8日   | 『仇討破れ袴』                                                              | 井上金太郎          | 松竹下加茂                         | 不明               |
| 1930年9月5日   | 『街の勇士』                                                                | 小石栄一            | 松竹下加茂                         | 不明               |
| 1930年9月26日  | 『若様奉行』                                                                | 小石栄一            | 松竹下加茂                         | 不明               |
| 1931年2月25日  | 『公認駆落商売』                                                            | 小石栄一            | 松竹蒲田                           | 不明               |
| 1931年4月3日   | 『有憂華』                                                                  | 清水宏              | 松竹蒲田                           | 妹綾子             |
| 1931年5月5日   | 『春の秘密』                                                                | 野村員彦            | 松竹蒲田                           | 不明               |
| 1931年6月19日  | 『暴風の薔薇』                                                              | 野村芳亭            | 松竹蒲田                           | 不明               |
| 1931年8月8日   | 『ルンペンとその娘』                                                        | 城戸四郎            | 松竹蒲田                           | 不明               |
| 1931年9月16日  | 『怪盗Ｘ団』                                                                | 野村芳亭            | 松竹蒲田                           | 不明               |
| 1931年9月24日  | 『桃色の誘惑』                                                              | 野村芳亭            | 松竹蒲田                           | 不明               |
| 1931年10月8日  | 『愚弟賢兄』                                                                | 野村芳亭            | 松竹蒲田                           | 不明               |
| 1931年11月14日 | 『思ひ出多き女』                                                            | 池田義信            | 松竹蒲田                           | 不明               |
| 1931年12月23日 | 『七つの海 前篇 処女篇』                                                    | 清水宏              | 松竹蒲田                           | 曽根三輪子         |
| 1932年1月14日  | 『金色夜叉』                                                                | 野村芳亭            | 松竹蒲田                           | その妻             |
| 1932年1月4日   | 『情熱 ラ・パシオン』                                                       | 清水宏              | 松竹蒲田                           | 道郎の恋人・マダム |
| 1932年2月11日  | 『七つの海 後篇 貞操篇』                                                    | 清水宏              | 松竹蒲田                           | 三輪子             |
| 1932年3月13日  | 『乳姉妹』                                                                  | 野村芳亭            | 松竹蒲田                           | 不明               |
| 1932年5月27日  | 『蝕める春』                                                                | 成瀬巳喜男          | 松竹蒲田                           | 長女・倭子         |
| 1932年6月10日  | 『天国に結ぶ恋』                                                            | 五所平之助          | 松竹蒲田                           | 妻さえ子           |
| 1932年6月      | 『村の凱歌』                                                                | 西島賢之助（原作）  | 松竹蒲田                           | 不明               |
| 1932年8月19日  | 『情人』                                                                    | 池田義信            | 松竹蒲田                           | 不明               |
| 1933年1月26日  | 『与太者と芸者』                                                            | 野村浩将            | 松竹蒲田                           | 芸者秀龍           |
| 1933年2月2日   | 『恋の花咲く 伊豆の踊子』                                                   | 五所平之助          | 松竹蒲田                           | 妻千代子           |
| 1933年3月1日   | 『恋ざんげ』                                                                | 重宗務              | 松竹蒲田                           | 不明               |
| 1933年3月1日   | 『応援団長の恋』                                                            | 野村浩将            | 松竹蒲田                           | 不明               |
| 1933年3月15日  | 『島の娘』                                                                  | 野村芳亭            | 松竹蒲田                           | 不明               |
| 1933年4月1日   | 『君と別れて』                                                              | 成瀬巳喜男          | 松竹蒲田                           | 芸妓               |
| 1933年7月6日   | 『天竜下れば』                                                              | 野村芳亭            | 松竹蒲田                           | 芸者屋の女将       |
| 1933年8月24日  | 『旅寝の夢』                                                                | 清水宏              | 松竹蒲田                           | 法界屋・おふく     |
| 1933年11月1日  | 『大学の若旦那』                                                            | 清水宏              | 松竹蒲田                           | 芸者お舟           |
| 1933年11月30日 | 『女学生と与太者』                                                          | 野村浩将            | 松竹蒲田                           | 教師三好絹子       |
| 1934年1月20日  | 『玄関番とお嬢さん』                                                        | 野村浩将            | 松竹蒲田                           | 芸妓               |
| 1934年2月22日  | 『婦系図』                                                                  | 野村芳亭            | 松竹蒲田                           | 待合嬉野女将おまき |
| 1934年3月8日   | 『銃後の力』                                                                | 石川和雄            | 被服協会                           | 不明               |
| 1934年6月14日  | 『祇園囃子』                                                                | 清水宏              | 松竹蒲田                           | 若水の女将         |
| 1934年7月26日  | 『月夜鴉』                                                                  | 佐々木恒次郎        | 松竹蒲田                           | 不明               |
| 1934年11月8日  | 『水上心中』                                                                | 勝浦仙太郎          | 松竹蒲田                           | 不明               |
| 1934年12月22日 | 『恋愛修学旅行』                                                            | 清水宏              | 松竹蒲田                           | 女旅芸人・お糸     |
| 1934年12月31日 | 『噫々乃木将軍』                                                            | 宗本英男            | 松竹蒲田                           | 不明               |
| 1935年3月29日  | 『躍進東京港まつり』                                                        | 深田修造 宗本英男   | 松竹蒲田                           | 不明               |
| 1935年6月15日  | 『春琴抄 お琴と佐助』                                                       | 島津保次郎          | 松竹蒲田                           | 芸者B              |
| 1935年10月15日 | 『永久の愛 前篇』                                                           | 古野英治            | 松竹蒲田                           | 芸者秀丸           |
| 1935年10月15日 | 『永久の愛 後篇』                                                           | 古野英治            | 松竹蒲田                           | 芸者秀丸           |
| 1936年2月6日   | 『蛇の目定九郎』                                                            | 古野英治            | 右太プロ                           | 仇八（芸妓）       |
| 1936年4月3日   | 『家族会議』                                                                | 島津保次郎          | 松竹大船                           | 芸者               |
| 1936年7月15日  | 『入婿合戦』                                                                | 野村浩将            | 松竹大船                           | おえつ             |
| 1936年10月15日 | 『嘆きの母』                                                                | 宗本英男            | 松竹大船                           | 女将お蔦           |
| 1936年10月29日 | 『人妻椿 後篇』                                                             | 野村浩将            | 松竹大船                           | 小芳               |
| 1937年1月28日  | 『谷間の灯』                                                                | 佐々木康            | 松竹大船                           | 不明               |
| 1937年6月10日  | 『金色夜叉』                                                                | 清水宏              | 松竹大船                           | 芸妓               |
| 1937年7月14日  | 『婚約三羽烏』                                                              | 島津保次郎          | 松竹大船                           | 不明               |
| 1938年4月28日  | 『半処女』                                                                  | 佐々木啓祐          | 松竹大船                           | 不明               |
| 1938年8月4日   | 『ある淑女の告白 花ある氷河』                                               | 原研吉              | 松竹大船                           | 芸者               |
| 1939年1月28日  | 『子供の四季 春夏の巻』                                                     | 清水宏              | 松竹大船                           | 光子               |
| 1939年2月2日   | 『子供の四季 秋冬の巻』                                                     | 清水宏              | 松竹大船                           | 光子               |
| 1939年2月15日  | 『南風』                                                                    | 渋谷実              | 松竹大船                           | 菊子の叔母         |
| 1939年8月5日   | 『日本の妻 前篇』 『日本の妻 後篇』 『日本の妻 流転篇』 『日本の妻 苦闘篇』 | 佐々木啓祐          | 松竹大船                           | 不明               |
| 1940年5月1日   | 『叩き出した幸福』                                                          | 柏原勝              | 松竹大船                           | 不明               |
| 1940年8月22日  | 『若草』                                                                    | 蛭川伊勢夫          | 松竹大船                           | 不明               |
| 1941年1月30日  | 『みかへりの塔』                                                            | 清水宏              | 松竹大船                           | 正雄の母           |
| 1941年3月1日   | 『戸田家の兄妹』                                                            | 小津安二郎          | 松竹大船                           | その友人           |
| 1941年4月1日   | 『十日間の人生』                                                            | 渋谷実              | 松竹大船                           | 盛り場の女         |
| 1941年5月29日  | 『団栗と椎の実』                                                            | 清水宏              | 松竹大船                           | お母さん           |
| 1941年5月22日  | 『まごゝろの歌』                                                            | 蛭川伊勢夫          | 松竹大船                           | 妻久子             |
| 1941年10月6日  | 『何処へ』                                                                  | 佐々木康            | 松竹大船                           | 不明               |
| 1942年10月29日 | 『或る女』                                                                  | 渋谷実              | 松竹大船                           | 不明               |
| 1942年11月12日 | 『愛国の花』                                                                | 佐々木啓祐（演出）  | 松竹大船                           | 戸倉春子           |
| 1942年12月19日 | 『二人姿』                                                                  | 大庭秀雄            | 松竹下加茂                         | 不明               |
| 1943年7月1日   | 『サヨンの鐘』                                                              | 清水宏              | 松竹下加茂 台湾総督府 満州映画協会 | その妻             |
| 1945年10月11日 | 『そよかぜ』                                                                | 佐々木康            | 松竹大船                           | みちの母           |
| 1946年3月7日   | 『女生徒と教師』                                                            | 佐々木啓祐（演出）  | 松竹大船                           | 隅田姉千鶴子       |
| 1946年1月3日   | 『グランド・ショウ一九四六年』                                              | マキノ正博          | 松竹                               | 不明               |
| 1946年4月18日  | 『女性の勝利』                                                              | 溝口健二（演出）    | 松竹大船                           | その母・とみ       |
| 1946年8月15日  | 『鍵を握る女』                                                              | 佐々木啓祐（演出）  | 松竹大船                           | 妻とよ             |
| 1946年11月12日 | 『物交交響樂』                                                              | 長島豊次郎          | 松竹大船                           | 不明               |
| 1947年1月21日  | 『仮面の街』                                                                | 原研吉              | 松竹大船                           | 女将               |
| 1947年2月11日  | 『象を喰つた連中』                                                          | 吉村公三郎          | 松竹大船                           | 夫人               |
| 1947年4月21日  | 『シミキンの浅草の坊ちゃん』                                                | 佐々木康            | 松竹大船                           | 不明               |
| 1947年11月9日  | 『娘の逆襲』                                                                | 中村登              | 松竹大船                           | お節               |
| 1948年2月1日   | 『旅裝』                                                                    | 中村登              | 不明                               | 川崎おかつ         |
| 1948年5月7日   | 『偉大なるX』                                                               | 大庭秀雄            | 松竹大船                           | 関川の妻           |
| 1950年6月4日   | 『南海の情火』                                                              | 高木孝一            | 南海映画                           | 淑子の叔母         |
| 1950年11月11日 | 『アマカラ珍騒動』                                                          | 中川信夫            | 青柳プロ＝新東宝                   | 幸江               |
| 1951年4月20日  | 『初恋トンコ娘』                                                            | 原研吉              | 松竹大船                           | たま子             |
| 1960年8月27日  | 『花嫁吸血魔』                                                              | 並木鏡太郎          | 新東宝                             | 婦長               |